# Règle des deux hommes
La règle des deux hommes est un mécanisme de contrôle conçu pour atteindre un niveau de sécurité important. Deux personnes autorisées et formées ou plus sont nécessaires pour lancer une opération particulièrement critique.

## Armes nucléaires aux États-Unis
Selon l'US Air Force cette règle est conçue pour empêcher le lancement accidentel ou malveillant d'armes nucléaires par un seul individu.

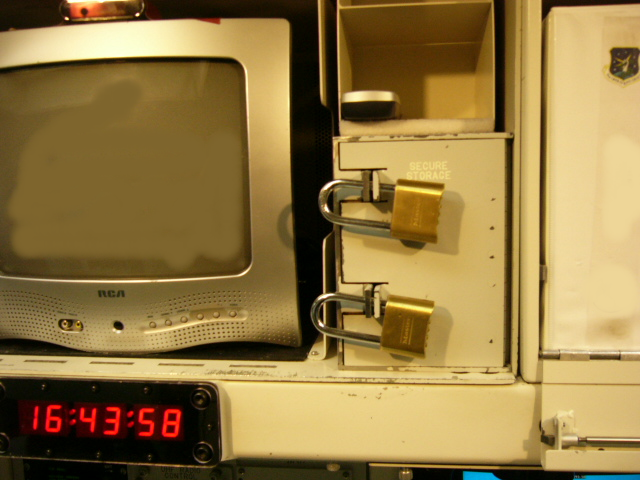
Système d'authentification scellé avec deux verrous dans un centre de contrôle de lancement de missiles

Le lancement de missiles Minuteman suit une procédure précise. Une fois que l'ordre de lancement est reçu, les deux individus doivent convenir qu'il est valide en comparant le code d'autorisation dans l'ordre avec un authentificateur scellé (une enveloppe scellée contenant un code de vérification) stocké dans un coffre-fort doté de deux serrures. Chaque opérateur a la clé d'une seule serrure et ne peut donc ouvrir le coffre seul. De plus, chaque individu possède une des deux clés de lancement. Une fois l'ordre vérifié, ils doivent insérer les clés dans le panneau de commande et les tourner simultanément. Par mesure de précaution, elles doivent être insérées à des endroits suffisamment éloignés pour qu'il soit impossible pour un seul individu de le faire seul. Enfin, l'équipe de lancement doit faire de même de leur côté. Au total, quatre clés sont donc nécessaires pour initier un lancement.
Dans le cas d'un sous-marin nucléaire, les clés sont séparées entre trois individus : le commandant, le commandant en second et le responsable des missiles.

## Autres utilisations
Dans une banque, le déverrouillage de la chambre forte nécessite deux personnes qui possèdent des clés différentes ou seulement une partie du code nécessaire à son ouverture.
Dans le système carcéral, le transport d'un prisonnier peut être réalisé sous l'autorité de deux surveillants.
À la suite du crash de l'A320 de Germanwings, de nombreuses compagnies aériennes ont interdit la présence d'un seul pilote dans le cockpit.